# St. Jakobus major (Altmannshausen)

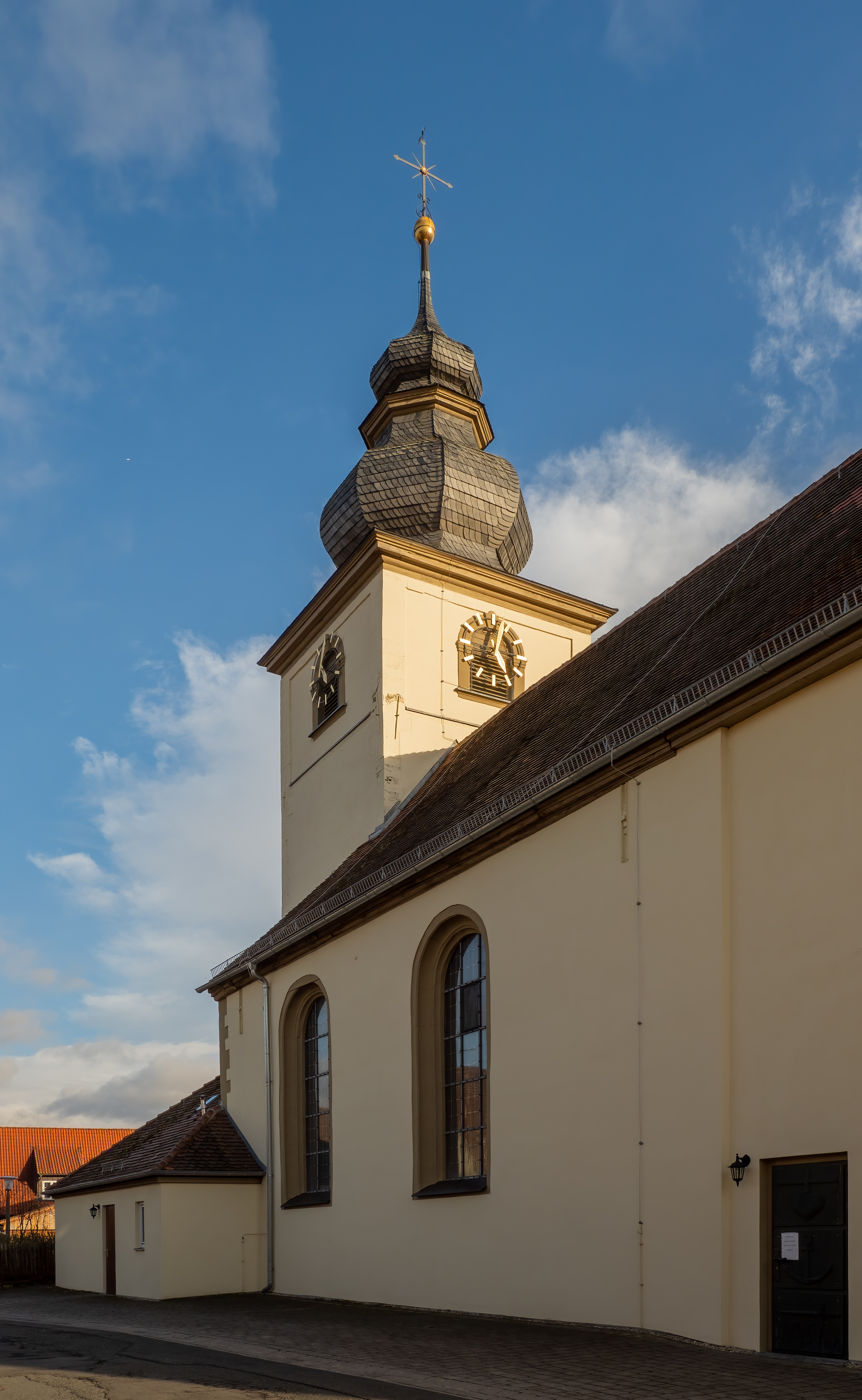
St. Jakobus major (Altmannshausen)

Die römisch-katholische Filialkirche St. Jakobus major, früher auch St. Jakobus der Ältere, steht in dem Gemeindeteil Altmannshausen des Marktes Markt Bibart im Landkreis Neustadt an der Aisch-Bad Windsheim (Mittelfranken, Bayern). Das denkmalgeschützte Bauwerk ist unter der Denkmalnummer D-5-75-144-40 als Baudenkmal in die Bayerische Denkmalliste eingetragen. Die Filialkirche gehört zum Pastoralraum Schwarzenberger Land im Erzbistum Bamberg.

## Beschreibung
Eine Kirche, die dem heiligen Jakobus geweiht ist, wird in Altmannshausen 1420 erstmals urkundlich erwähnt. Die nachgotische Saalkirche wurde 1611/12 unter Julius Echter von Mespelbrunn erbaut und 1613 von Eucharius Sang eingeweiht. Der ursprüngliche Kirchturm wurde 1750 durch einen Orkan zerstört. In den Jahren von 1801 bis 1803 wurde der Turm repariert und um ein Geschoss, das die Turmuhr und den Glockenstuhl beherbergt, aufgestockt und mit einer schiefergedeckten Welschen Haube versehen. Im selben Zeitraum wurde das mit einem Satteldach bedeckte Langhaus nach Norden verbreitert und eine Sakristei angebaut. Dadurch steht der Turm nicht mehr in der Längsachse. 
Der Innenraum des Langhauses ist mit einer Flachdecke überspannt, der Chor, d. h. das Erdgeschoss des Chorturms, mit einem Kreuzgratgewölbe.
Haupt- und Nebenaltar und Skulpturen stammen aus der Zeit des Barock, Kreuzweg und Ambo mit Reliefs der vier Evangelistensymbole aus dem 20. Jahrhundert.